# Zygmunt Wierusz Bielski
Zygmunt Wierusz Bielski herbu Wieruszowa – wojski wieluński w latach 1676-1678, komornik graniczny wieluński i podstarości wieluński w 1669 roku, sędzia grodzki wieluński.
Poseł na sejm konwokacyjny 1668 roku z ziemi wieluńskiej. Był członkiem konfederacji generalnej zawiązanej 5 listopada 1668 roku na tym sejmie. Był elektorem Michała Korybuta Wiśniowieckiego z ziemi wieluńskiej w 1669 roku.